# جوزيف دايس
جوزيف دايس (ولد في 18 يناير 1946) هو عالم اقتصاد وسياسي سويسري وعضو في حزب الشعب الديمقراطي المسيحي في سويسرا ‏ وعضو في المجلس الاتحادي السويسري من العام 1999 حتى 2006. رشح رئيسًا للجمعية العامة للأمم المتحدة في دورتها 65 عام 2010.

## روابط خارجية
- جوزيف دايس على موقع مونزينجر (الألمانية)